# Мали јеж
Мали јеж (1961—1967) је био београдски стрипски часопис. Издавач је био НИП Јеж. Укупно је изашло 238 бројева, већином са хумористичким стриповима.
Уредници су му били Милорад Добрић и Бранислав Црнчевић. Лист је био познат по квалитетним домаћим ауторима – Милорад Добрић, Дејан Настић, Радивоје „Раде“ Ивановић, Иво Кушанић, Александар Каракушевић/„Александар Клас“, Милош Крњетин, Фердинанд „Фери“ Павловић, Слободан Милић, Здравко Сулић, Драган Савић, Јеврем „Јеша“ Милановић, Борисав Атанасковић и многи други